# آپتون، نورث‌همپتون‌شر
آپتون (به انگلیسی: Upton) یک روستا و محله مدنی در بریتانیا است که در Northampton واقع شده‌است. آپتون ۱٬۷۲۰ نفر جمعیت دارد.